# Hasselbusch (Klötze)
Der Hasselbusch ist ein Wohnplatz der Stadt Klötze im Altmarkkreis Salzwedel in Sachsen-Anhalt.
Vermutlich Anfang der 1940er Jahre war das Gut Hasselbusch errichtet worden. Es wurde 1945 von der Roten Armee besetzt und bewirtschaftet. Bei der Bodenreform wurde das Gut enteignet. Als Eigentümer war eine Erbengemeinschaft Dr. Görges genannt. Das Gut Hasselbusch mit einer Fläche von 105 Hektar war anschließend bis 1950 ein Betriebsteil der genossenschaftlichen Weinkellerei Klötze. Ab 1951 trug es den Namen VdgB-Obstgut, 1952 wurde es Betriebsteil des VEG Isenschnibbe, 1955 des VEG Gartenbau und wurde schließlich 1969 aufgelöst und ging teilweise an das VEG Beetzendorf. Der Obstbau kam an das VEG Obstbau Olvenstedt, die landwirtschaftliche Nutzfläche ging an die LPG Klötze. 1990 wurde das Gut als VEG Obstbau Hasselbusch-Klötze neu gegründet. Eine Gut Hasselbusch Garten- und Landschaftsbau GmbH & Co. existierte etwa von 1993 bis 2003.
Auf dem Gelände des Gutes Hasselbusch gab es eine Obstplantage. Bis 1998 fand in Klötze-Süd das Klötzer Blütenfest statt, eine gemeinsame Veranstaltung von den Anwohnern und der Hasselbusch-Plantage.
Heute werden auf dem Gestüt Gut Hasselbusch Islandpferde gezüchtet.